# Resolutie 1024 Veiligheidsraad Verenigde Naties
Resolutie 1024 van de Veiligheidsraad van de Verenigde Naties werd op 28 november 1995 unaniem aangenomen.

## Achtergrond
Na de Jom Kipoeroorlog kwamen Syrië en Israël overeen de wapens neer te leggen. Een waarnemingsmacht van de Verenigde Naties moest op de uitvoer van de twee gesloten akkoorden toezien.

## Inhoud
De Veiligheidsraad:
- overwoog het rapport van de secretaris-generaal over de VN-waarnemingssmacht UNDOF;
- beslist:
a. de partijen op te roepen onmiddellijk resolutie 338 uit te voeren;
b. het mandaat van de macht met een periode van zes maanden te verlengen tot 31 mei 1996;
c. de secretaris-generaal te vragen tegen die tijd te rapporteren over de ontwikkelingen en de genomen maatregelen om resolutie 338 uit te voeren.

## Verwante resoluties
- Resolutie 996 Veiligheidsraad Verenigde Naties
- Resolutie 1006 Veiligheidsraad Verenigde Naties
- Resolutie 1039 Veiligheidsraad Verenigde Naties (1996)
- Resolutie 1052 Veiligheidsraad Verenigde Naties (1996)

Lijst ·  970 ·  971 ·  972 ·  973 ·  974 ·  975 ·  976 ·  977 ·  978 ·  979 ·  980 ·  981 ·  982 ·  983 ·  984 ·  985 ·  986 ·  987 ·  988 ·  989 ·  990 ·  991 ·  992 ·  993 ·  994 ·  995 ·  996 ·  997 ·  998 ·  999 ·  1000 ·  1001 ·  1002 ·  1003 ·  1004 ·  1005 ·  1006 ·  1007 ·  1008 ·  1009 ·  1010 ·  1011 ·  1012 ·  1013 ·  1014 ·  1015 ·  1016 ·  1017 ·  1018 ·  1019 ·  1020 ·  1021 ·  1022 ·  1023 ·  1024 ·  1025 ·  1026 ·  1027 ·  1028 ·  1029 ·  1030 ·  1031 ·  1032 ·  1033 ·  1034 ·  1035